# Ilha do Sal
| Sal                 |                                                |
| Localização do Sal  |                                                |
| Gentílico: salense  |                                                |
| Maior centro urbano | Cidade dos Espargos, cerca de 8000 habitantes. |
| Concelhos           | {{{concelhos}}}                                |
| Área                | 216 km²                                        |
| População           | 25.775                                         |
| Grupo               | Ilhas de Barlavento                            |
| Elevação máxima     | 406 m, Monte Grande                            |
| Coordenadas         | 16° 35' N e 16º 51' N 22° 52' W e 23º 00' W    |
| Mapa do Sal         |                                                |
| Cód. CGN-CV         | 4                                              |

Sal é uma ilha do grupo do Barlavento de Cabo Verde e concelho do mesmo nome. É uma das menores ilhas habitadas, estendendo-se por 30 km de comprimento e 12 km de largura, no sentido leste-oeste e distante cerca de 50 km em linha reta da Boa Vista, sua mais próxima vizinha. O concelho do Sal é constituído apenas por uma freguesia: Nossa Senhora das Dores.

## História
Por não possuir água potável a ilha conheceu o abandono até ao século XIX quando, a partir de 1833 se iniciou a exploração de sal na localidade de Pedra de Lume. Essa atividade deu início ao povoamento.
Administrativamente, a ilha pertenceu ao concelho da Boa Vista até 1935.
A exploração das salinas dinamizou a economia da ilha até meados da década de 1980.
Com o objectivo de constituir um ponto de escala para os voos com destino à América do Sul, em 1939 foi construído, por iniciativa italiana, o "Aeroporto Internacional da Ilha do Sal", com projeto do Engenheiro Raul Pires Ferreira Chaves.
A este mesmo profissional, à época, deve-se a implantação de sistemas de captação de água pluvial, possibilitando o incremento do povoamento, sobretudo através da migração interna no arquipélago, nomeadamente a partir da ilha de São Nicolau. Desse modo, em curto espaço de tempo, a população teve um incremento de cinco vezes.
O aeroporto, renomeado após a independência como Aeroporto Internacional Amílcar Cabral, constitui hoje o principal ponto de entrada no país e possibilita a exploração de modernos complexos turísticos, que nas últimas duas décadas se vêm instalando principalmente na cidade de Santa Maria, a maior da ilha.

## Clima e geografia
O Sal tem uma superfície total de 216 km² e uma extensão máxima de cerca de 30 km, com cerca de 35000 habitantes(censo junho 2010).

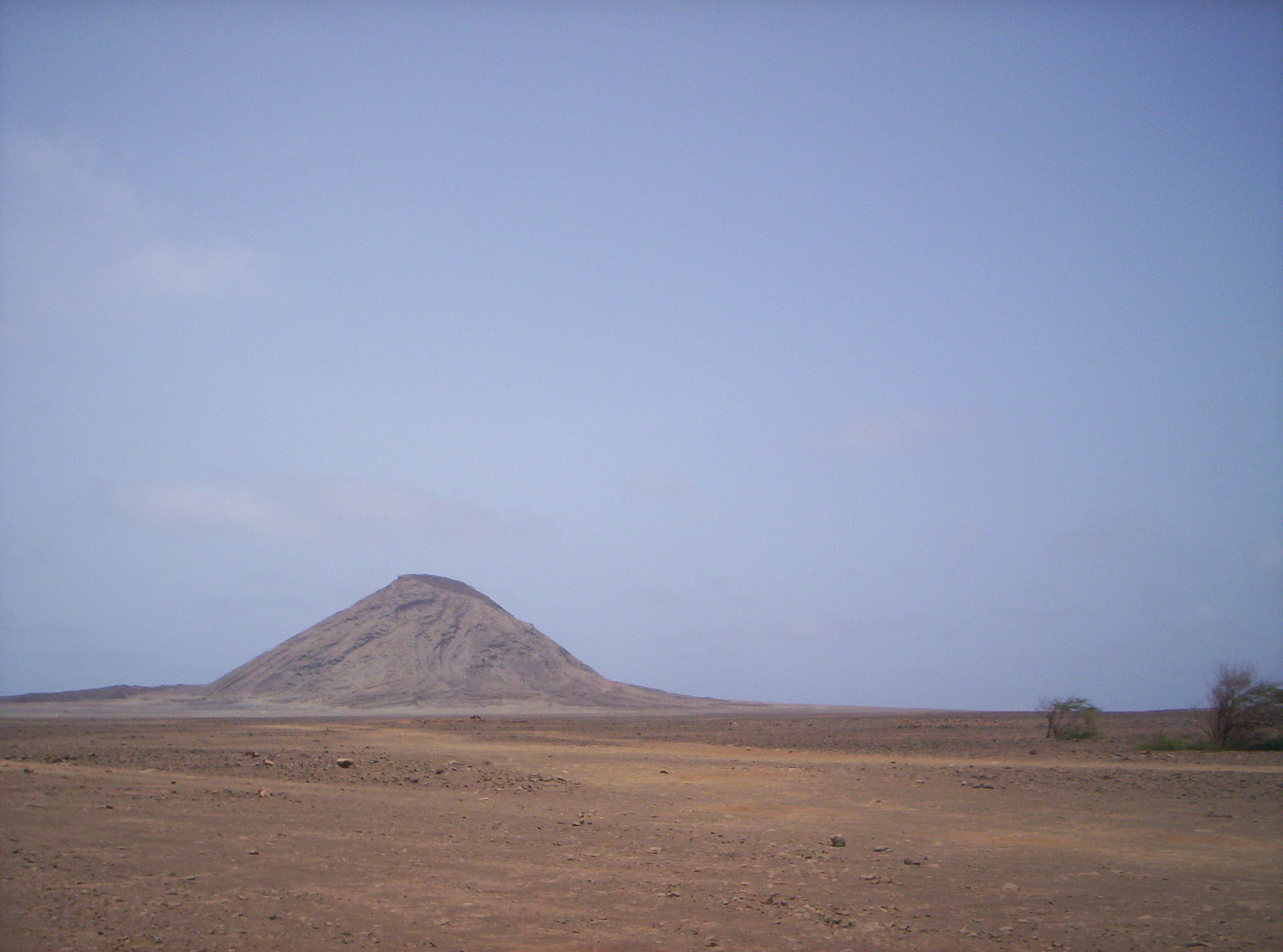
Paisagem do interior da ilha do Sal.

Pertence ao grupo das três ilhas do arquipélago de Cabo Verde (do qual também fazem parte Boa Vista e Maio) que partilham as características físicas:
- Proximidade ao continente africano, o que as torna vulneráveis ao vento quente e seco do deserto que transporta a areia do Saara e anualmente causa uma espécie de nevoeiro conhecido como bruma seca.
- Planura extrema, apesar da sua origem vulcânica - a inexistência de montanhas com excepção no norte da ilha, que condensem a humidade atmosférica faz com que seja uma ilha muito árida onde a vegetação é escassa nos meses frescos, mas no verão transforma-se numa paisagem bonita e verdejante.
- Extensas praias de areia branca, que é transportada pelos ventos a partir do deserto do Saara, o que se revela de grande interesse turístico. Tendo um clima ameno com pouca variação da temperatura, o verão pode ser um pouco quente, com temperaturas a variar de 24 de mínima a 30 graus de máxima; no inverno as temperaturas mínimas mais baixas oscilam entre 16 de minima a 24 de máxima; pode ocorrer um pouco de precipitação nos meses de inverno mas esta é escassa nos meses de Dezembro e Janeiro.
- Presença de salinas naturais e artificiais (que, no caso do Sal, deram o nome à ilha).
- Presença de piscinas rochosas naturais, destacando-se a designada por buracona, na costa ocidental norte da ilha.

## Localidades

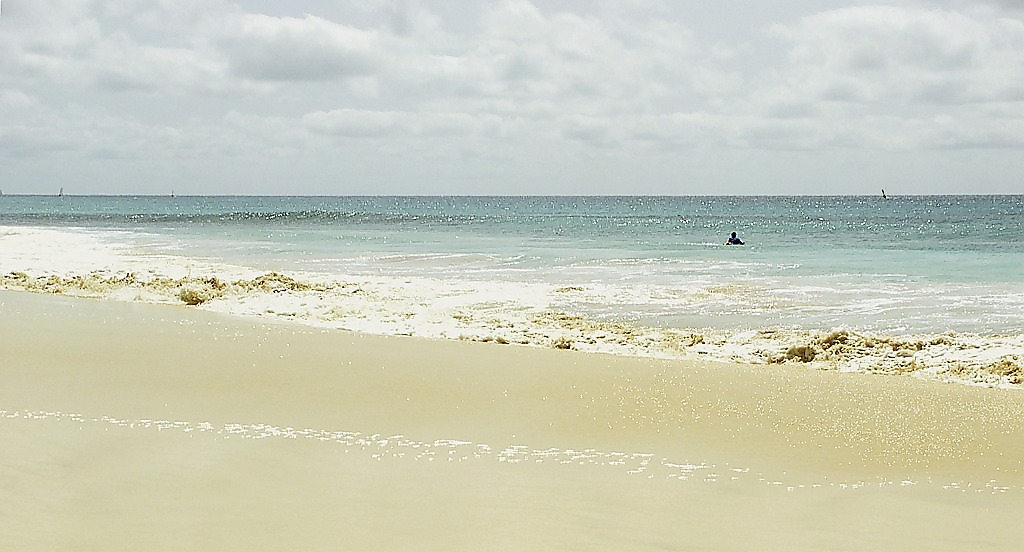
Praia da Santa Maria

A Cidade dos Espargos é a capital e a sua cidade com mais habitantes. Santa Maria, ao sul, é o centro turístico e o segundo maior centro populacional da ilha, dispondo de uma boa estrutura hoteleira. Palmeira sendo uma vila essencialmente piscatória encontra-se a oeste da Cidade dos Espargos. Pedra de Lume a 4 km a este de Espargos é uma localidade de não mais de 100 habitantes; ali podemos encontrar as maravilhosas salinas.
- Espargos (pop: 17000)
- Santa Maria (pop:12000)
- Pedra de Lume (pop:100)

## Economia

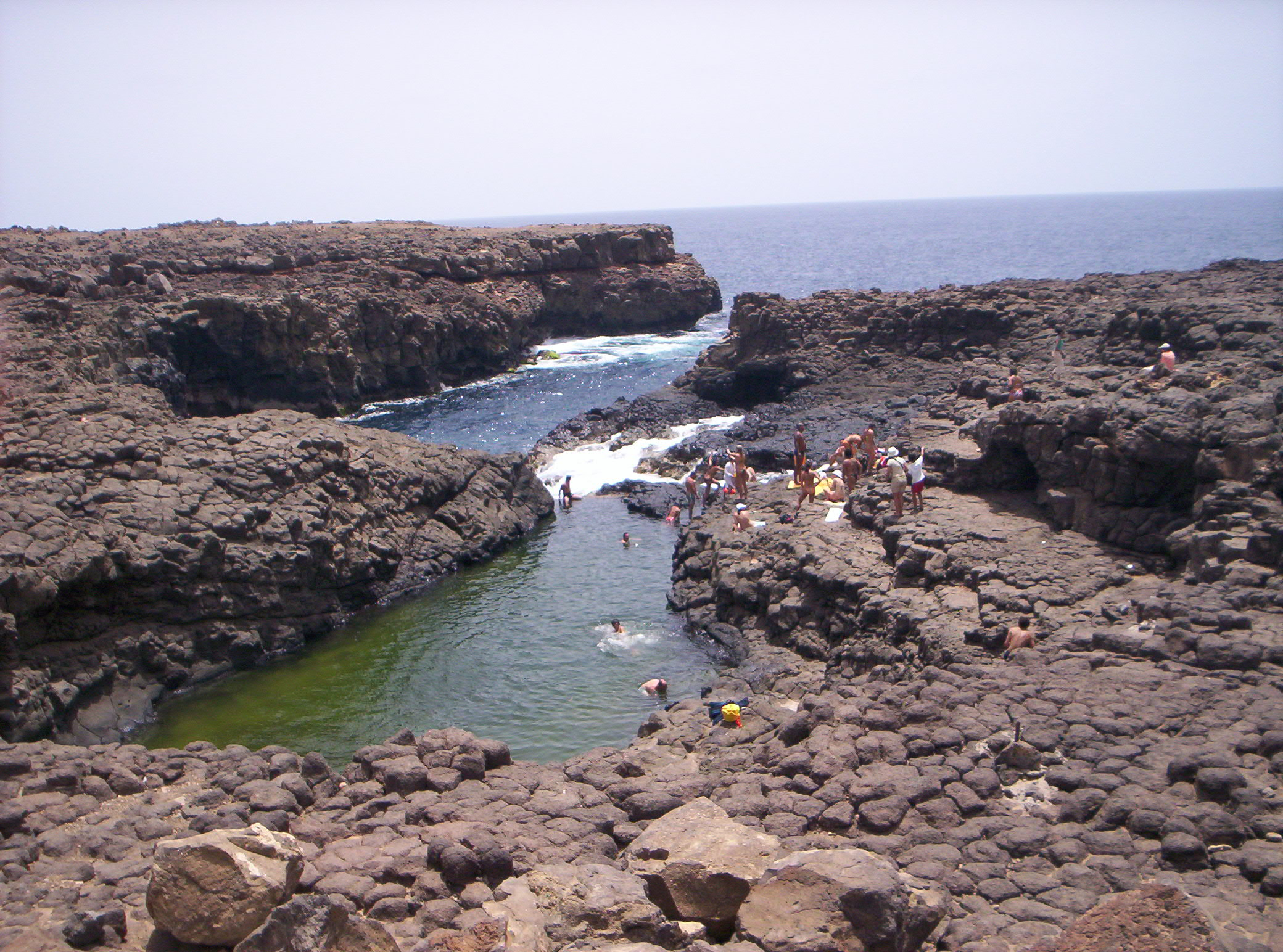
Piscina natural da buracona, na costa ocidental da ilha do sal.

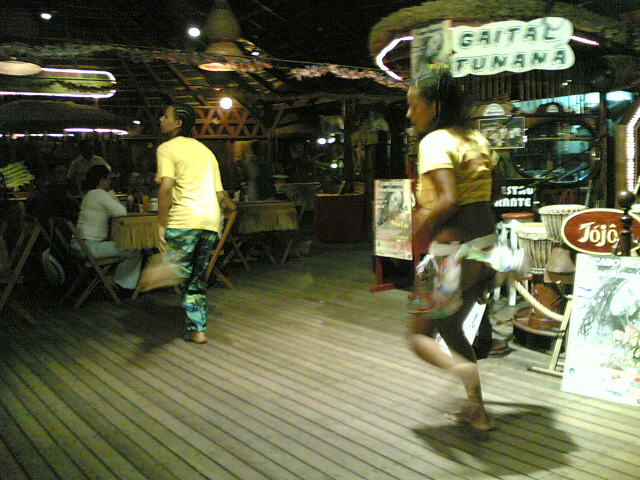
Dançarinas de funaná na Ilha do Sal.

A ilha do Sal é o principal foco de atração turística do país. A sua boa rede de hotéis é responsável por mais de 50% das dormidas turísticas em todo o arquipélago. A ilha é plana, condição ideal para abrigar o principal aeroporto do arquipélago, ponto de chegada, partida e escala de diversos vôos internacionais, o Aeroporto Internacional Amílcar Cabral código IATA: SID), localizado no centro da ilha e próximo da Vila de Espargos.

## Língua
Para além do português, língua oficial, o crioulo cabo-verdiano é usado no dia-a-dia pela maioria da população do Sal. Existe uma variante local do crioulo cabo-verdiano.

## Clubes Desportivos
- Associação Académica do Sal (Espargos)
- Académico do Aeroporto do Sal (Espargos)
- Futebol Clube Juventude (Espargos)
- Sport Clube da Palmeira (Palmeira)
- Sport Clube de Santa Maria (Santa Maria)
- Grupo Desportivo Recreativo e Cultural “Pretória” (Espargos)

## Personalidades
- Ildo Lobo – músico
- Maria Alice (Cantora de Cabo Verde)
- Dany Santoz - Músico e Cantor
- Airton Cozzolino Lopes - Atleta de kitesurf (wave) e SUP